# Ейсселгам
Ейсселгам (нід. IJsselham) — селище в нідерландській провінції Оверейсел. Входить до муніципалітету Стенвейкерланд.
Його площа становить 3,74 км², а населення станом на 2021 рік складало 85 осіб.
Перша згадка про населений пункт датується 1245 роком.
До 2001 року мало статус окремого муніципалітету.

## Галерея

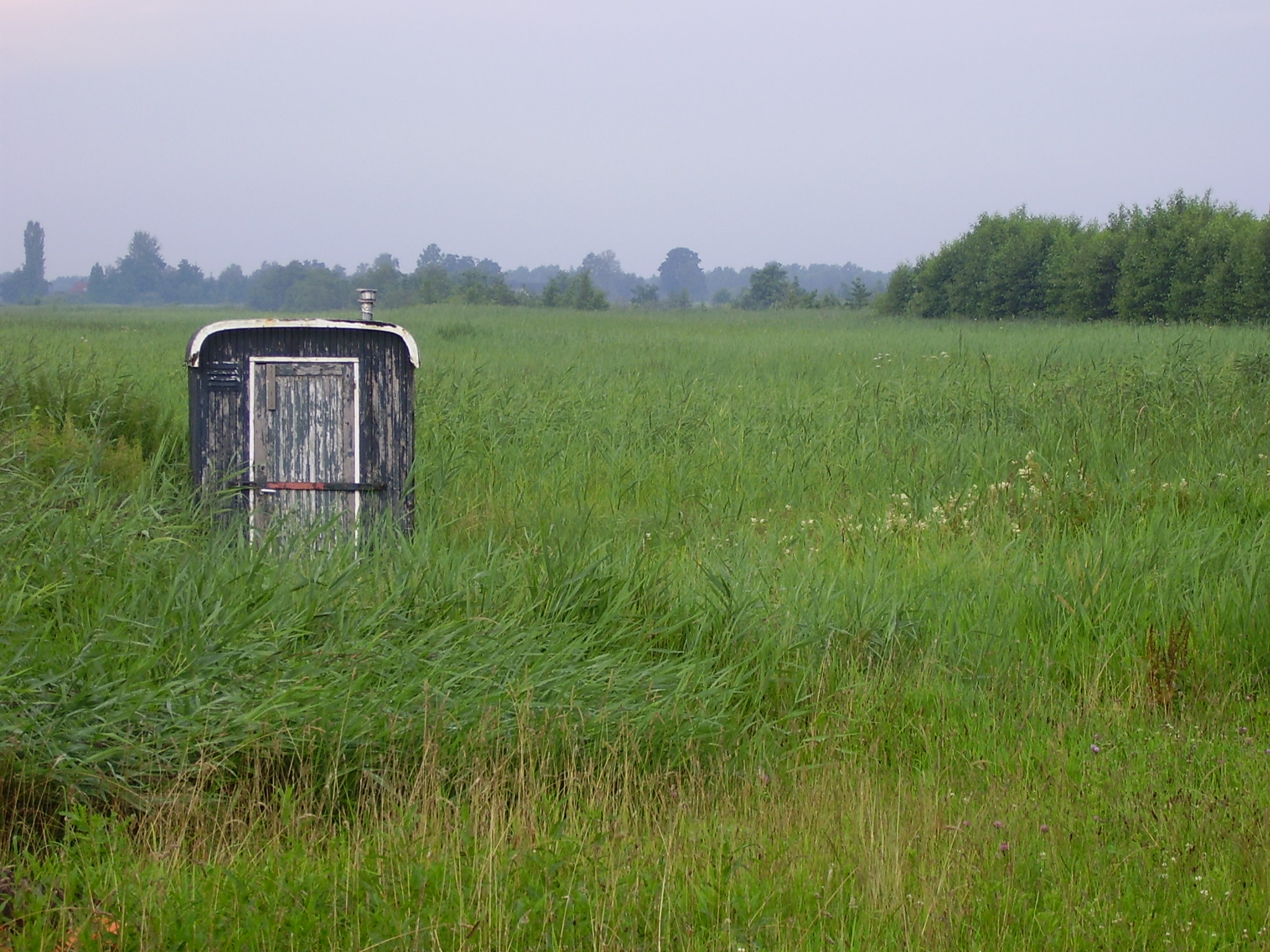